# Wojna o niepodległość Bangladeszu
Wojna o niepodległość Bangladeszu (beng. মুক্তিযুদ্ধ, Muktijuddho) – wojna narodowowyzwoleńcza toczona przez Bengalczyków zamieszkujących Pakistan Wschodni przeciwko Pakistanowi Zachodniemu, trwająca od 26 marca do 16 grudnia 1971 roku. Bengalscy powstańcy byli wspierani przez Indie, co doprowadziło do wybuchu trzeciej wojny indyjsko-pakistańskiej.
Wojna wybuchła 26 marca 1971 po tym, gdy wojska zachodniopakistańskie podjęły działania skierowane przeciwko ludności Pakistanu Wschodniego, żądającej niepodległości od Pakistanu. Żołnierze wschodniopakistańscy, policjanci oraz członkowie innych organizacji militarnych i paramilitarnych, a także uzbrojona ludność cywilna zaczęli formować oddziały, zwane Mukti Bahini, walczące z wojskami pakistańskimi.
Bengalczycy otrzymywali wsparcie ekonomiczne, militarne i dyplomatyczne od Indii. W związku z tym 3 grudnia Pakistan rozpoczął ofensywę na zachodniej granicy indyjskiej, rozpoczynając trzecią wojnę indyjsko-pakistańską. W ciągu trzynastu dni oddziały Mukti Bahini wraz z wojskami indyjskimi pokonały wojska pakistańskie w Bengalu, a rząd pakistański zmuszony został do uznania niepodległości Bangladeszu.
W trakcie wojny doszło do masowego ludobójstwa dokonanego przez Pakistańczyków na Bengalczykach, którego ofiarą padło nawet do 3 mln osób